# Franz Münzer
Franz Münzer (* 10. August 1823 in Groß Strehlitz; † 1. Juli 1893 vermutlich in Alt-Cosel) war ein deutscher katholischer Geistlicher und Politiker in Schlesien.

## Leben
Münzer besuchte das Gymnasium in Oppeln und studierte dann ab 1845 an der Universität Breslau Katholische Theologie. In dieser Zeit wurde er 1845 Mitglied im Corps Silesia Breslau. Nach dem Studium wurde er 1848 zum Priester geweiht und zunächst Kaplan in Slawentzitz.  Ab spätestens 1858 war er Pfarrer in Alt-Cosel. Später erhielt er dort die Ehrenstellung eines Erzpriesters. Als Pfarrer war Münzer in der Politik ungewöhnlich aktiv. 1859–1862 war Münzer erstmals Abgeordneter des Wahlbezirks Leobschütz-Kosel im Preußischen Abgeordnetenhaus. Wiedergewählt war er von 1862 bis 1866 und dann nochmals von 1873 bis zu seinem Tod 1893 Mitglied des Abgeordnetenhauses.